# Cimetière communal de Clamart
Le cimetière communal de Clamart se trouve avenue du Général-de-Gaulle à Clamart dans les Hauts-de-Seine.

## Historique
Ce cimetière succède à l'ancien cimetière de la ville de Clamart, établi dans cette commune de 1793 à 1868 place Jules-Hunebelle, alors place Saint-Pierre.
Une scène du film Inspecteur la Bavure, de Claude Zidi, y a été tournée en 1980.

## Personnalités inhumées
- Jules Hunnebelle, ancien maire de la ville[3].
- Dora Maar, photographe, peintre et muse de Pablo Picasso (1907-1997).
- Tombe de la famille Schmauder, le père, la mère et ;eurs deux filles[4], qui faisait partie d'un groupe de quatorze personnes[5], mitraillés le 19 août 1944, rue des Carnets[6].
- Bernard Marionnaud, créateur de la chaîne de parfumeries française.
- Pierre-Léon Poilâne, père de Lionel Poilâne.
- Le sculpteur d'origine hongroise András Beck (1911-1985).
- Le philosophe russe Nicolas Berdiaev (1874-1945).
- Le comédien Pierre Bertin (1891-1984).
- Félix Régamey (1844-1907).
- Le peintre Denis Henri Ponchon (1879-1948).
- Pierre Deluns-Montaud (1845-1907), député de Lot-et-Garonne et ministre des Travaux publics de Sadi Carnot. (Division F)
- La chanteuse Janet Woollacott (1939-2011)